# Dekanat Putnam
Dekanat Putnam – jeden z 7 dekanatów rzymskokatolickich wchodzących w skład diecezji Norwich w Stanach Zjednoczonych. 
Według danych na styczeń 2016 roku, w jego skład wchodziło 10 parafii. 

## Lista parafii
Źródło:
| Lp. | Miejscowość | Parafia                                      | Proboszcz                                                                                   | Kościół                                               | Grafika | www                                                                          |
| --- | ----------- | -------------------------------------------- | ------------------------------------------------------------------------------------------- | ----------------------------------------------------- | ------- | ---------------------------------------------------------------------------- |
| 1   | Moosup      | Parafia Wszystkich Świętych                  | Monsignor Tadeusz Zadorozny                                                                 | Kościół Wszystkich Świętych w Moosup                  |         | http://allhallowschurch.weebly.com/                                          |
| 2   | Pomfret     | Parafia Trójcy Przenajświętszej              | Very Reverend David P. Choquette Deacon Pierre M. Desilets                                  | Kościół Trójcy Przenajświętszej w Pomfret             |         | https://web.archive.org/web/20160201131742/http://www.pomfret.com/user/mhtc/ |
| 3   | Brooklyn    | Parafia Matki Bożej z La Salette             | Rev. John J. O'Neill, M.S. (tymczasowy administrator) Rev. Elson Kattookaran, M.S. (wikary) | Kościół Matki Bożej z La Salette w Brooklyn           |         |                                                                              |
| 4   | Wauregan    | Parafia Najświętszego Serca Jezusowego       | Rev. Tadeusz Zadorozny                                                                      | Kościół Najświętszego Serca Jezusowego w Wauregan     |         |                                                                              |
| 5   | Canterbury  | Parafia św. Augustyna                        | Rev. Tadeusz Zadorozny Deacon Timothy M. Marshall                                           | Kościół św. Augustyna w Canterbury                    |         |                                                                              |
| 6   | Danielson   | Parafia św. Jakuba                           | Rev. John J. O'Neill, M.S. Rev. Elson Kattookaran, M.S. (wikary)                            | Kościół św. Jakuba w Danielson                        |         |                                                                              |
| 7   | Plainfield  | Parafia św. Jana Apostoła                    | Rev. Tadeusz Zadorozny                                                                      | Kościół św. Jana Apostoła w Plainfield                |         | https://web.archive.org/web/20160203004531/http://stjohnsplainfield.org/     |
| 8   | Dayville    | Parafia św. Józefa                           | Rev. Leon J. Susaimanickam (administrator)                                                  | Kościół św. Józefa w Dayville                         |         |                                                                              |
| 9   | Putnam      | Parafia Nawiedzenia Najświętszej Maryi Panny | Very Reverend David P. Choquette Deacon Pierre M. Desilets Deacon Bernard A. Phaneuf        | Kościół Nawiedzenia Najświętszej Maryi Panny w Putnam |         |                                                                              |
| 10  | Quinebaug   | Parafia św. Szczepana                        | Rev. Richard D. Breton (administrator)                                                      | Kościół św. Szczepana w Quinebaug                     |         |                                                                              |